# Schwalbe I

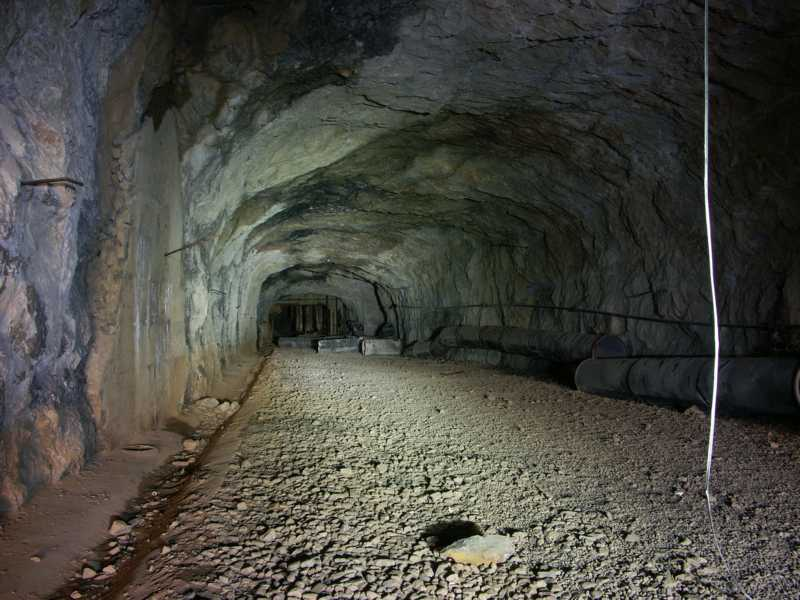
Stollenanlage Schwalbe I im Hönnetal

Das Projekt Schwalbe I war eines der größten geheimen Bauprojekte der U-Verlagerung des Dritten Reiches. Der Bau mit dem ursprünglichen Decknamen „Eisenkies“ (der Mineralname ist hier die Kennung für eine neue, eigens eingerichtete Stollenanlage) ist eine der größten Stollenanlagen im Sauerland und liegt am östlichen Ende des heutigen Stadtgebiets von Hemer (früher Gemeinde Deilinghofen) an der Grenze zum heutigen Stadtgebiet Menden (Sauerland) nahe Oberrödinghausen. Im Rahmen des Geilenberg-Programms zur Sicherung der kriegsrelevanten Mineralölindustrie vor der totalen Zerstörung durch alliierte Luftangriffe begann man Ende August 1944 im versteckt liegenden Hönnetal des Sauerlands im Steinbruch Emil 1 der Rheinisch-Westfälischen Kalkwerke (heute Rheinkalk) mit dem Ausbau dieser gigantischen Stollenanlage.

## Geschichte

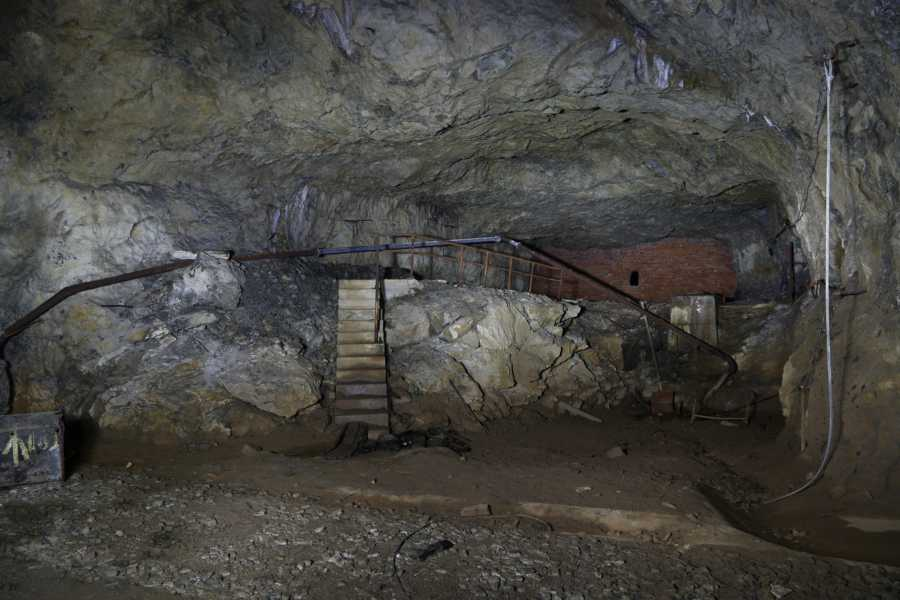
Stollenanlage

Die Region Südwestfalen eignete sich aufgrund ihrer Topografie besonders für die Errichtung von unterirdischen Werken und Betriebsanlagen. Gleichzeitig ermöglichten die Anbindung an das Eisenbahnnetz, ein gut ausgebautes Straßensystem und die Nähe des Ruhrgebiets günstige Voraussetzungen für eine projektierte Produktionsaufnahme. In der Umgebung von Hagen waren 1943/44 mehrere Örtlichkeiten mit Decknamen versehen und für Verlagerungen vorgesehen worden. Allerdings kam es nur vereinzelt zu Bauaktivitäten bei den auserwählten Standorten.
Im Vorfeld wurde der Standort sorgfältig von Geologen und Sachverständigen der Organisation Todt, die auch im Verlauf des Ausbaus die Oberbauleitung und Aufsicht über das Vorantreiben des Stollensystems behielt, auserwählt. Bauherr war die Union Rheinische Braunkohlen Kraftstoff AG in Wesseling, die in der Stollenanlage ein Hydrierwerk zur Treibstoffherstellung und ein Dehydrierwerk zur Herstellung von Kerosin errichten ließ. Es sollten monatlich 30.000 Tonnen Treibstoff für Düsenjäger produziert werden.
Die Rohstoffe, besonders verflüssigte Kohle bzw. Stein- und Braunkohlenteer, Wasser und Energie, sollten bei der für Sommer 1945 geplanten Produktionsaufnahme über Rohrleitungen aus dem Ruhrtal bzw. Ruhrgebiet herangeführt werden.
Die Bauleitung lag bei der Organisation Todt. Die Adresse lautete Organisation Todt Einsatzgruppe Rhein-Ruhr, später wurde sie zur Einsatzgruppe Hansa – Oberbauleitung Schwalbe. Insgesamt waren 25 Firmen an den Arbeiten beteiligt. Die technische Leitung hatte Der Reichsminister für Rüstung und Kriegsproduktion – Arbeitsstab Geilenberg – Einsatzbeauftragter Schwalbe 1.
Der zehnmonatige Stollenvortrieb und Ausbau erfolgte durch umfangreichen Einsatz von 10.000 Zwangsarbeitern und Häftlingen im Schichtbetrieb. Die Gestapo Dortmund gab im Spätsommer 1944 die Kontrolle über das Arbeitserziehungslager Hunswinkel bei Lüdenscheid auf, um im Hönnetal ein neues Häftlingslager einzurichten. Zwischen Balve und Fröndenberg wurden ca. 20 Lager für Zwangsarbeiter, Kriegs- und Strafgefangene errichtet. Anfangs wurden hauptsächlich Wehrmachtsstrafgefangene eingesetzt. Die genauen Einzelheiten dieser Lager sind bis heute nicht bekannt. Die Menschen kamen aus dem ganzen Herrschaftsgebiet des Deutschen Reiches. Dazu kamen deutsche Fachleute, darunter Bergleute aus dem Ruhrgebiet und von der Saar. Ende März 1945 mussten ca. 850 Gefangene einen Fußmarsch Richtung Norden antreten. Dieser endete im Zuchthaus Werl, wo die Gefangenen von der US Army befreit wurden. Dadurch konnte ein Todesmarsch wie aus anderen Lagern verhindert werden. (→ Todesmärsche von KZ-Häftlingen) Am 14. April 1945 wurden die etwa 450 nicht marschfähigen Häftlinge befreit.

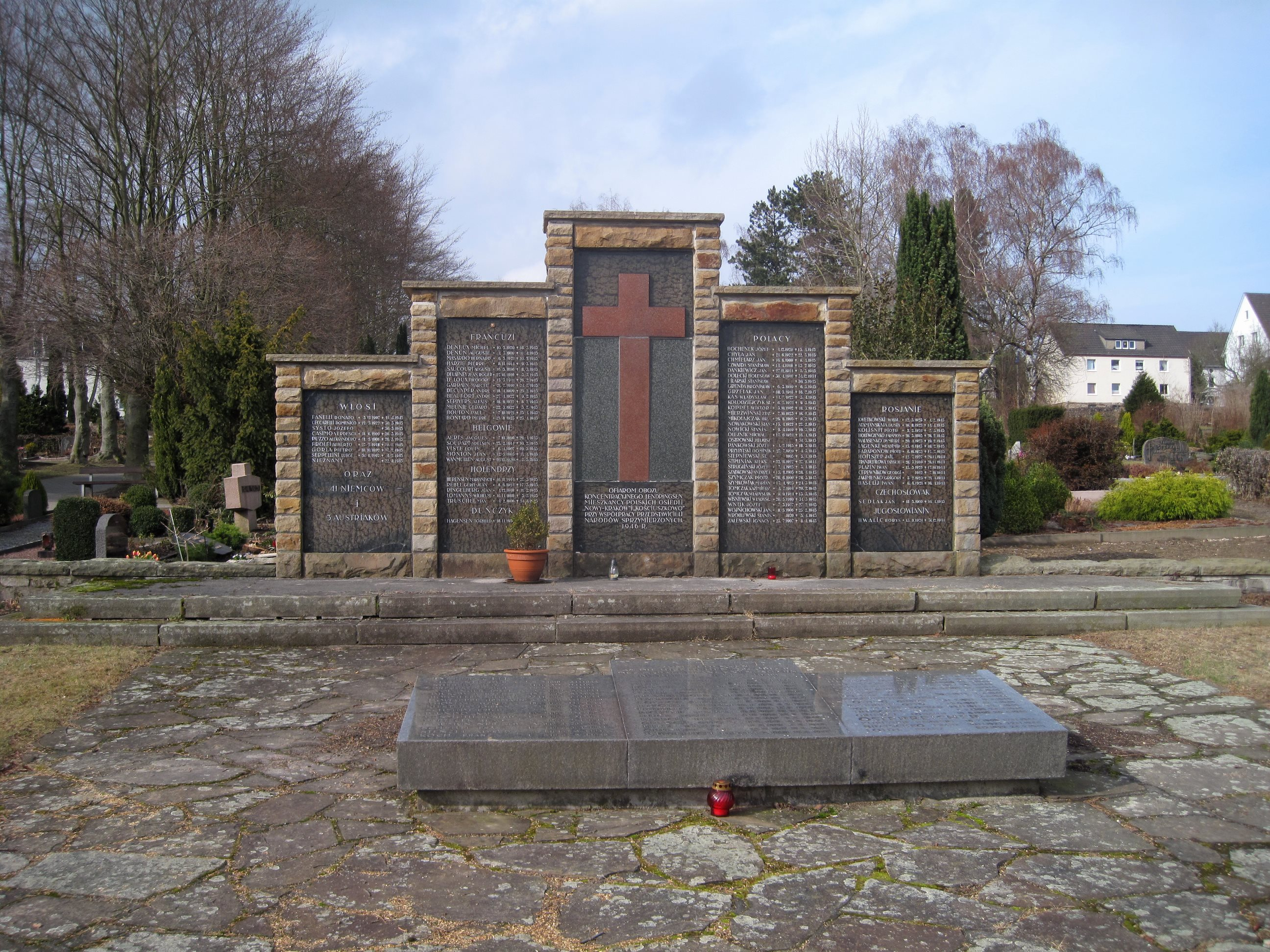
Ehrengrabstätte auf dem Friedhof Lendringsen

Zahlreiche Tote aus westeuropäischen Ländern wurden auf dem Friedhof Lendringsen begraben, von denen viele nach dem Krieg in ihre Heimat überführt wurden. Auf dem Friedhof Lendringsen gibt es ein Denkmal für die Opfer. Auf dem Denkmal sind 132 Namen, darunter 41 Deutsche, aufgeführt.
Trotz der Baudimension und damit verbundener Logistik blieb das Projekt lange Zeit unbemerkt. Zur Verteidigung der Großbaustelle lagen mehrere strategische Abwehrmaßnahmen vor. Unter anderem wurde das Projekt ringsherum von Flakbatterien verteidigt. Zu größeren Luftangriffen scheint es nicht gekommen zu sein.
Es wurden ca. 600.000 Tonnen Gestein aus dem Fels geholt. Bis zum Kriegsende war eine Wasserleitung mit dem Stahlrohrdurchmesser von einem Meter vom Westicker Wehr an der Ruhr zur Anlage in Abschnitten fertiggestellt, zumeist verlegt, aber noch nicht verschweißt. Auch ein Tunnel durch den Mendener Rodenberg war dazu gebaut worden. Das Wasser sollte hauptsächlich zur Kühlung des Hydrierwerks dienen. Es wurde von der Rheinisch-Westfälischen Elektrizitätswerk AG eine zusätzliche 100 kV Hochspannungsleitung von Menden-Ohl nach Lendringsen gebaut und eine weitere Leitung sollte später von Hemer über Deilinghofen ins Hönnetal führen. Die Leistungsfähigkeit der Hönnetalbahn von Fröndenberg ins Hönnetal war für den Transport der Steinkohle verstärkt worden, da das geplante Hydrierwerk für die Gewinnung einer Tonne Treibstoff fünf Tonnen Kohle brauchte. Nur die Eisenbahnbrücke über die Ruhr, bei der Möhnekatastrophe im Mai 1943 weggerissen, blieb als einspuriger Engpass erhalten. Die Aushöhlungsarbeiten an den 20 Stollen und deren Verbindungsstollen waren zu Kriegsende nahezu abgeschlossen. Es gab ferner Planungen, eine Rohrleitung aus dem Raum Hamm-Unna ins Hönnetal zu bauen, um durch diese Leitung verflüssigte Kohle in das Hydrierwerk zu leiten.

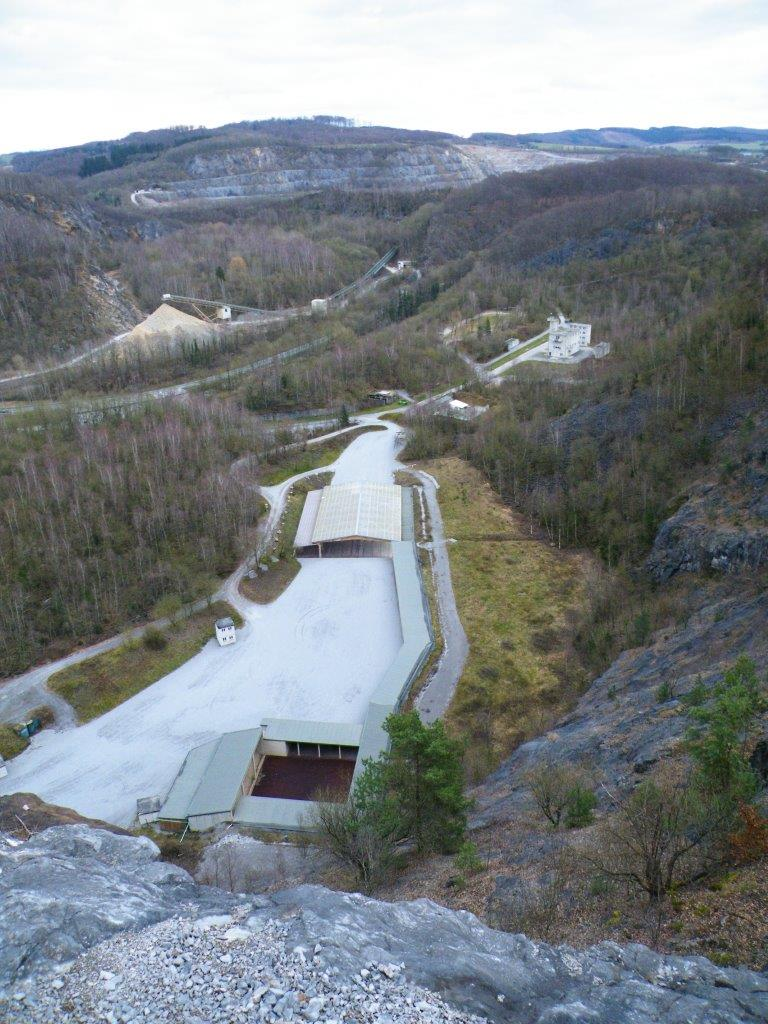
Übungsgelände der Polizei für Spezialeinsatzkommandos im Steinbruch Emil

Die Tunnel wurden, anders als Anfangs geplant, nicht gesprengt. Heute befindet sich in dem Steinbruch ein Übungsgelände der Polizei für Spezialeinsatzkommandos (SEK).
Im August 2019 wurde über regen illegalen Besucherverkehr, trotz Zaunabsperrung, in den einsturzgefährdeten Stollen berichtet. Die Eigentümerin, die Firma Rheinkalk, warnte vor Lebensgefahr in den Stollen und sprach von Hausfriedensbruch. Die Firma Rheinkalk ließ wenig später die Stolleneingänge mit Steinbruchmaterial zuschieben.

## Zur Ortslage von Schwalbe I
Der Steinbruch Emil I und damit die eigentliche Anlage lag auf dem Gebiet der Gemeinde Deilinghofen (heute Stadtgebiet Hemer). Der Steinbruch lag neben der Grenze zum Gemeindegebiet von Lendringsen (heute Stadtgebiet von Menden). Zum Dorf Oberrödinghausen betrug die Entfernung nur 400 m, hingegen war die Entfernung zu Deilinghofen 1,6 km. Auf Grund der Ortsnähe zu Oberrödinghausen wird die Ortslage von Schwalbe I in Publikationen irrtümlich mit in Oberrödinghausen angegeben. In Oberrödinghausen waren tatsächlich auch einige Büros und die meisten deutschen Fachleute untergebracht. Die Zwangsarbeiter, Kriegsgefangene und Strafgefangene, waren in ca. 20 Lagern in der nahen und weiteren Umgebung untergebracht.

## Analoge Projekte
| Schwalbe II  | Deckname Eisenrose  | Königstein   | Sächsische Schweiz |
| Schwalbe III | Deckname Mondstein  | Bad Schandau | Sächsische Schweiz |
| Schwalbe IV  | Deckname Selenit    | Finnentrop   | Sauerland          |
| Schwalbe V   | Deckname Molchfisch | Berga/Elster | Thüringen          |